# Sowica
Sowica – jezioro wytopiskowe na Pojezierzu Dzierzgońsko-Morąskim, położone w gminie Prabuty, w powiecie kwidzyńskim, w woj. pomorskim.

## Opis
Zbiornik ma powierzchnię 77,8 ha, a jego największa głębokość to ok. 4 m. Na jeziorze znajduje się niewielka wyspa.
Na zachód od jeziora znajduje się miasto Prabuty. Przy południowym krańcu jeziora przebiega trasa drogi wojewódzkiej nr 521.